# Walfort
Het Walfort is een havezate in de gemeente Aalten, in de Nederlandse provincie Gelderland. Het ligt aan de beek de Boven-Slinge midden in het landgoed Walfort tussen Aalten en Bredevoort.

## Veemgerecht
Op 't Walfort was een veemgerecht gevestigd. De naam van een van de voorzittende vrijgraven, Berend de Ducker, burgemeester van Bocholt is nog altijd bekend. Vrijgraaf de Ducker was bijzonder gevreesd want hij veroordeelde vaak tot ophanging. De veroordeelde werd aan een strop van wilgentenen gehangen door drie anonieme veemschepenen. De Ducker zat zijn veemgericht 61 jaar lang voor. Hij is vereeuwigd in een Achterhoeks gezegde "Den Duker zal oe halen".

## Geschiedenis
Het huis, dat oorspronkelijk Waldenvoort heette, was een borgleen van Bredevoort. De oudste vermelding dateert uit 1402, toen Derk van Lintelo de havezate in leen had. Hij was de enige van de Bredevoortse borgmannen die buiten de stad mocht wonen. Het goed blijft tot 1609 in leen van de familie Van Lintelo, waarna het via een dochter overgaat naar het geslacht Van Coeverden. Midden 18e eeuw kwam het door een huwelijk in leen van de familie Van Pallandt, bekend van de beeldhouwster Charlotte van Pallandt. In 1795 werd het leen in beslag genomen door de Gelderse landdag. In 1958 ging het huis over in handen van de gemeente Aalten en sinds 2003 wordt het beheerd door de stichting Het Geldersch Landschap.

## Tegenwoordige tijd
Veel is er nu niet over van het originele huis. Wel is het bouwwerk nog steeds T-vormig, maar het mist een complete verdieping. Deze verdieping had het huis nog wel in 1743, wat blijkt uit een tekening van Jan de Beijer die het toen nog omgrachte huis al in zwaar vervallen conditie laat zien.

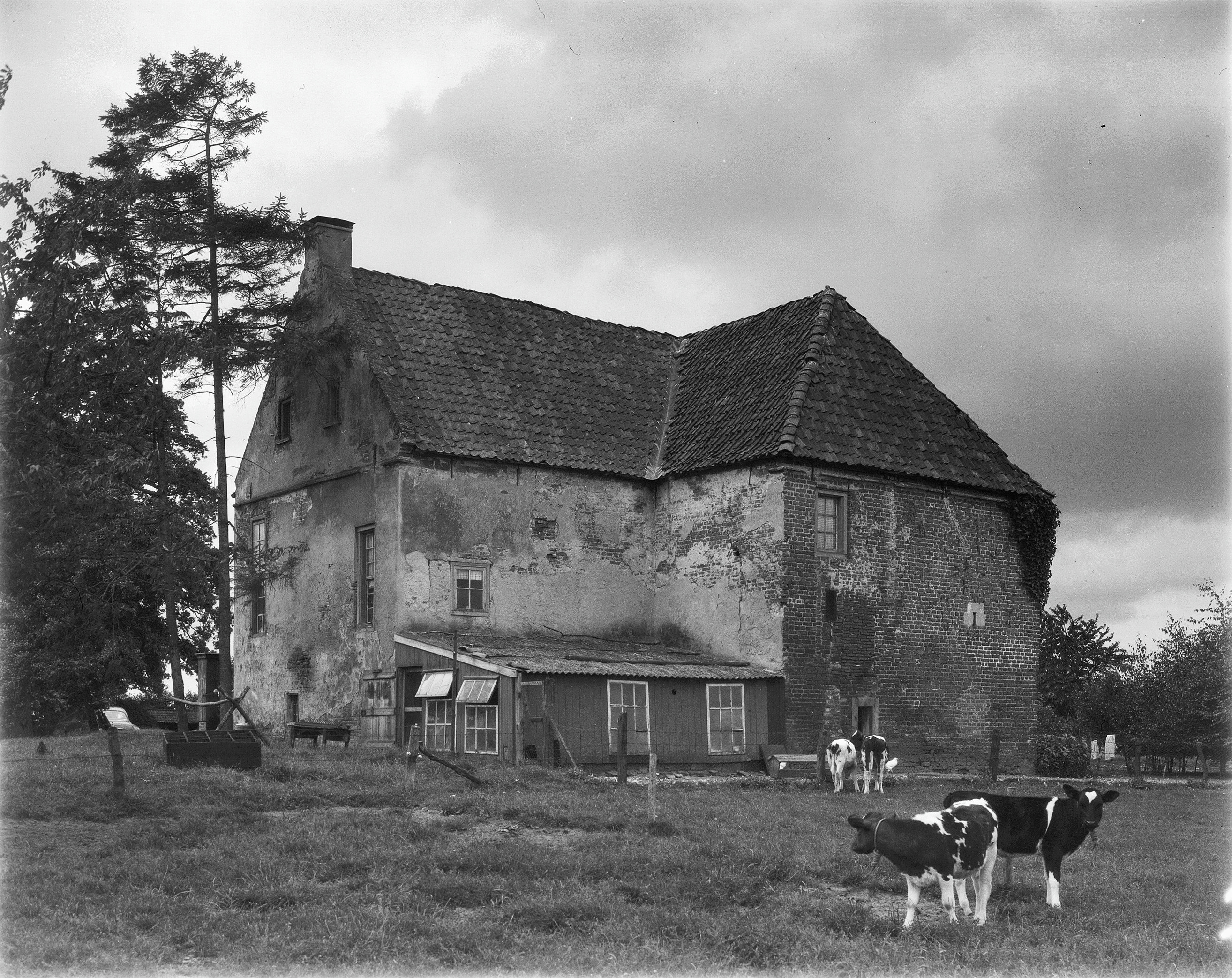
Dezelfde gevels in 1952
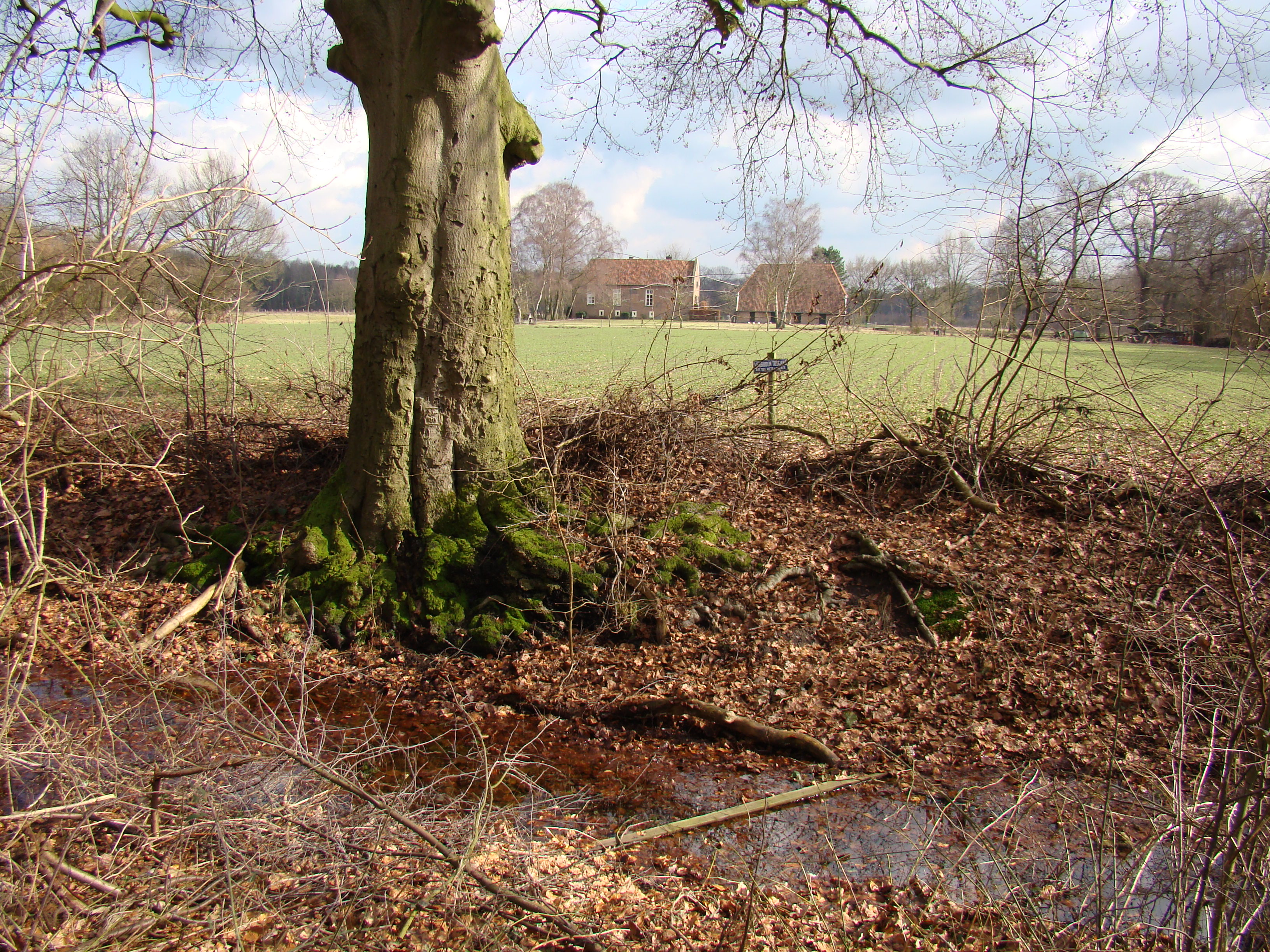
Op de voorgrond, grachtresten, op de achtergrond 't Walfort.
Havezate Walfort in 1836